# Potameia thouarsiana
Potameia thouarsiana là loài thực vật có hoa trong họ Nguyệt quế. Loài này được (Baill.) Capuron miêu tả khoa học đầu tiên năm 1960.